# Cor Dam
Cornelis (Cor) Dam (Delft, 26 april 1935 – aldaar, 29 juli 2019) was een Nederlandse beeldend kunstenaar.

## Leven en werk
Dam volgde een opleiding aan de Koninklijke Academie van Beeldende Kunsten in Den Haag. Hij was niet alleen beeldhouwer, maar ook schilder, tekenaar en keramist. Na zijn studie werkte hij van 1950 tot 1965 als ontwerper bij de De Porceleyne Fles te Delft. Daarna was hij tot 1980 werkzaam bij Keramische Ateliers Structuur 68 b.v. in Den Haag. Ook was hij vanaf 1988 als docent verbonden aan de Technische Universiteit Delft.
Werk van Dam is in de publieke ruimte van meerdere steden te vinden. Voor de voormalige Anne Frankschool in de wijk Oosterwei in Gouda maakte hij een reliëf in felle kleuren, waarop Anne Frank is afgebeeld, schrijvend, bij kaarslicht op de zolder, in haar dagboek.

## Werken (selectie)
- Mozaïek zonder titel (1965), voormalige Anne Frankschool, Gouda
- Vrouw met kind (1965), Jan van Goyenstraat, Rozenburg
- Keramisch werk (1967), Jozef Israelslaan, Woerden
- Vrouwen (1968), winkelcentrum Keizerslanden, Deventer
- Keramisch werk Sjaloom (1969) voor de Sjaloomschool, Delft. Het werk bevindt zich sinds 1984 in de Adelbertkerk in Delft.[5]
- Baksteenmozaïek (1970)[6], Ellemare, Rotterdam
- Keramisch object (1983), Nijverheidsstraat, Delft
- Vier objecten (1983), Nieuwe Plantage, Delft
- Zonder titel (1988), meerdere objecten Bergselaan, Rotterdam
- Zonder titel (1988), Huniadijk, Rotterdam
- Zonder titel (1988), Cymbelkruid, Rotterdam
- Opvliegende vogels (1996/98), Julianalaan, Schagen

## Fotogalerij

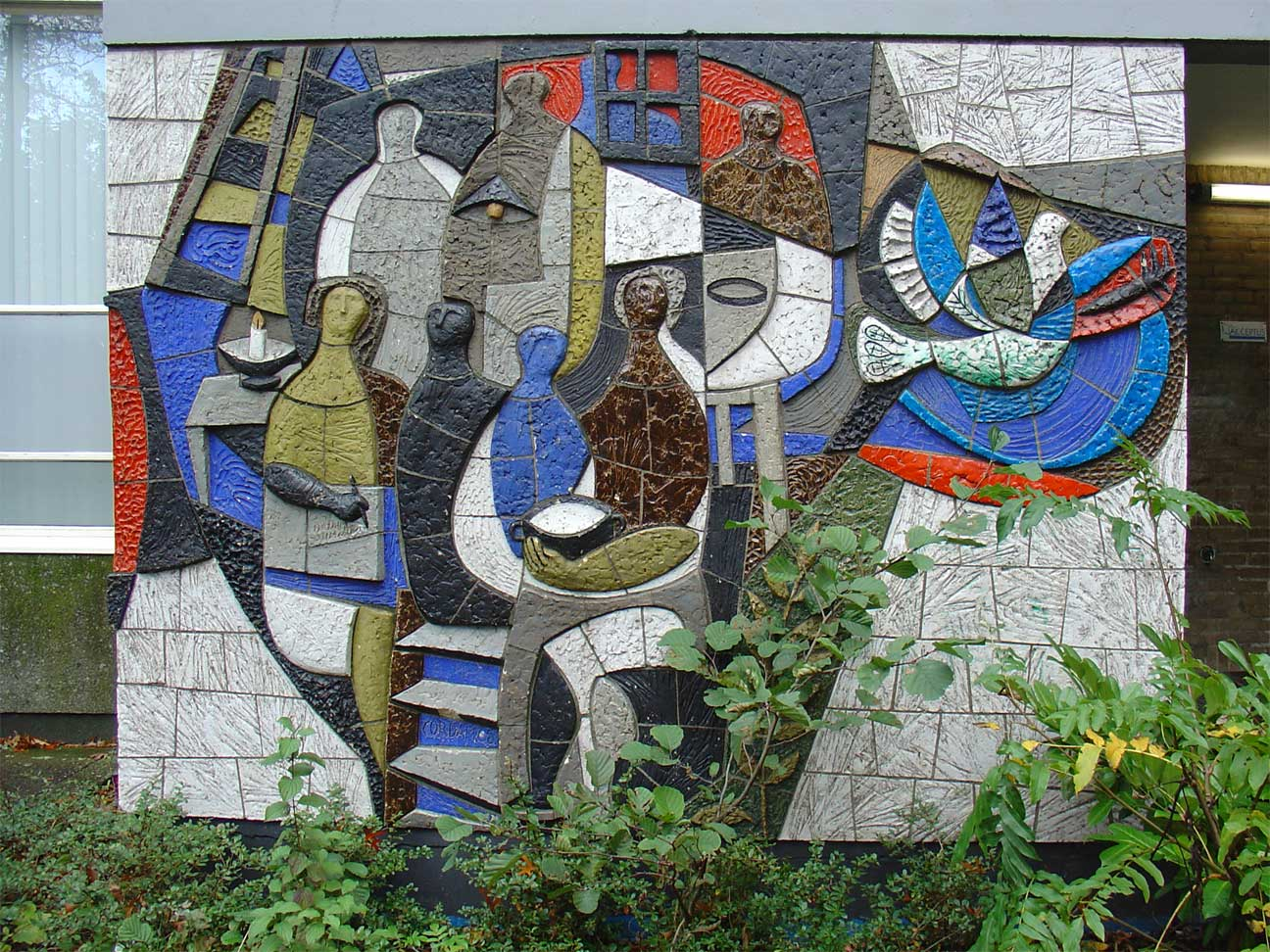
Zonder titel (1965), Gouda
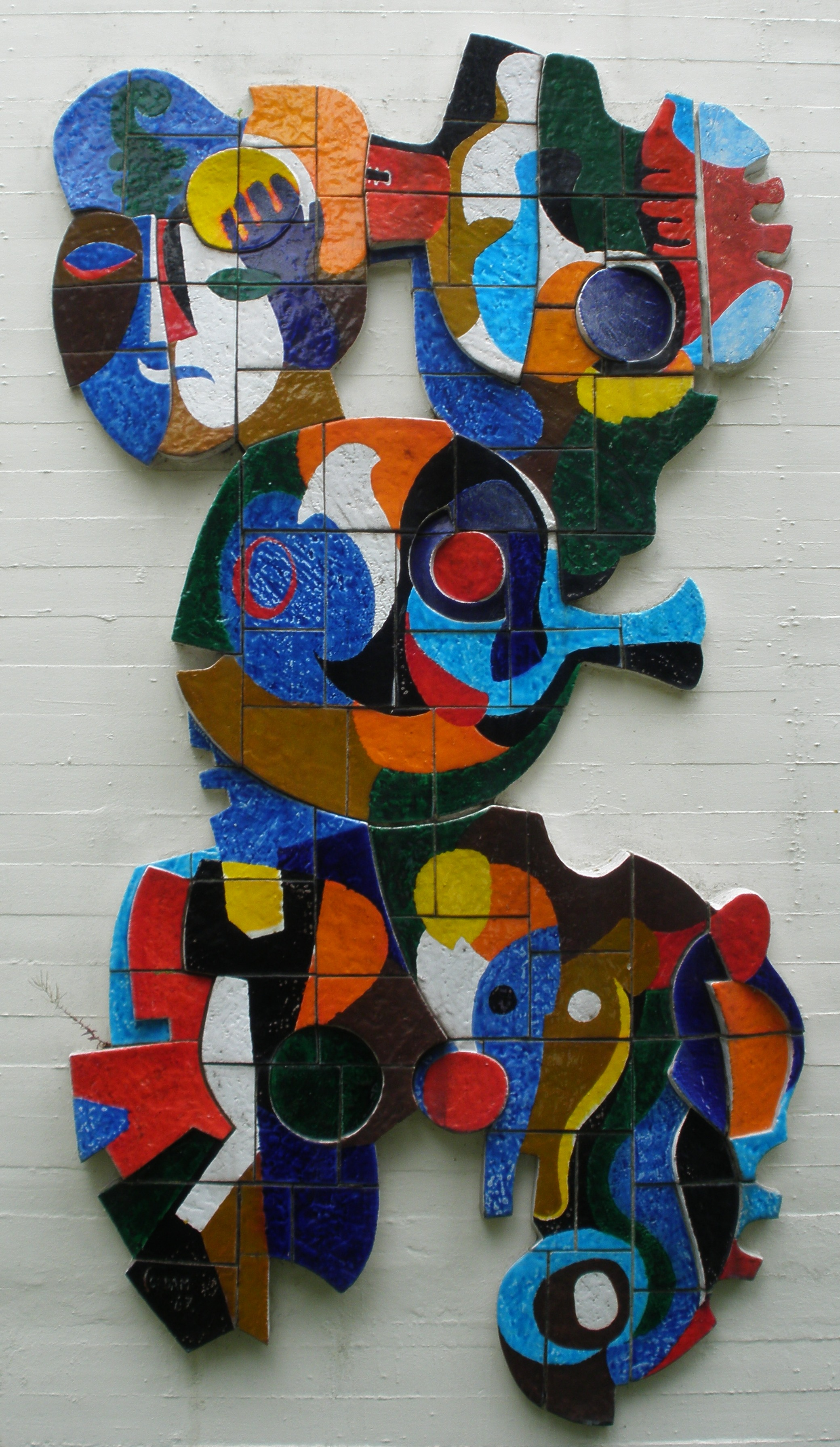
Keramisch werk (1967), Woerden
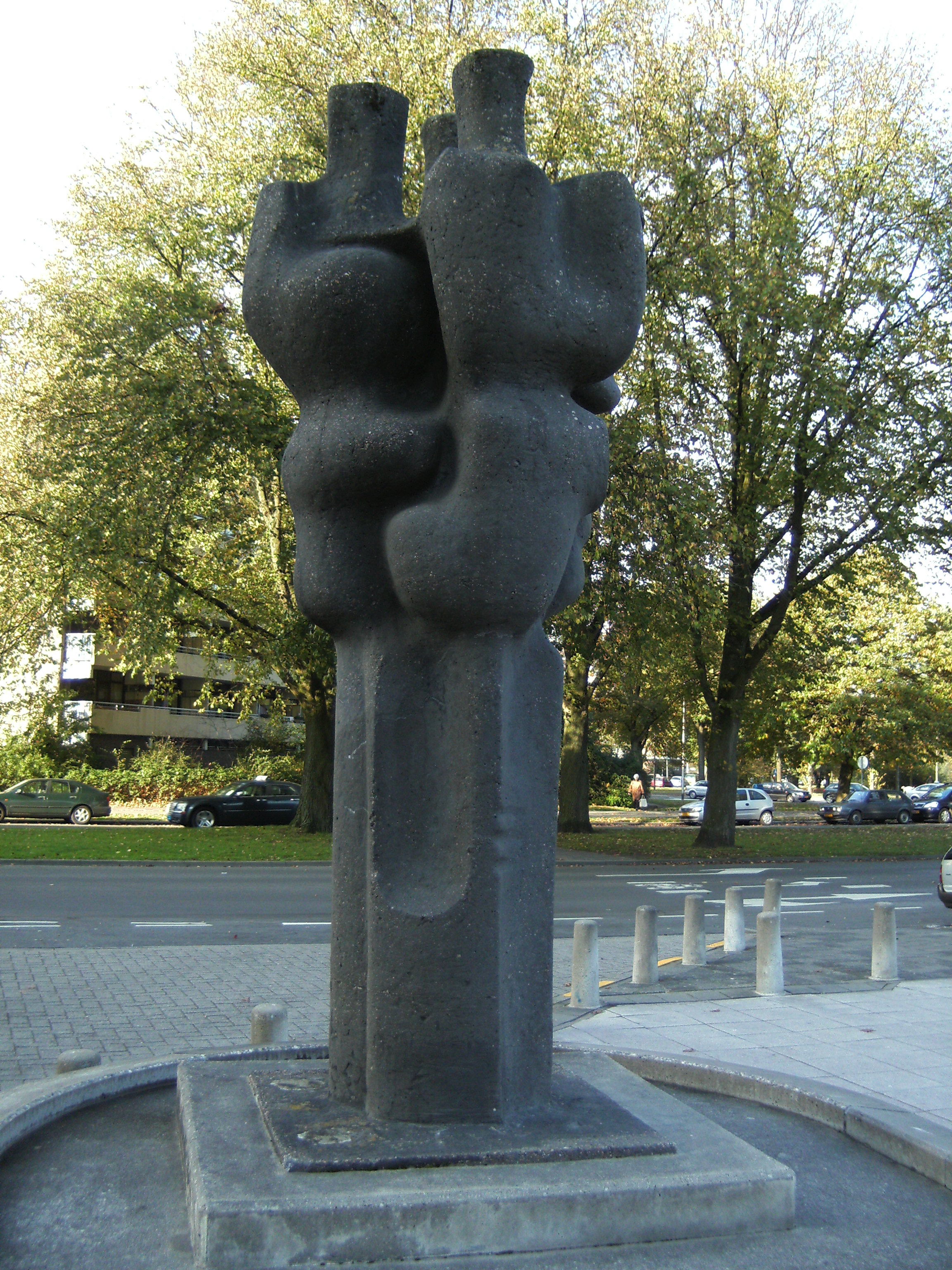
Vrouwen (1968), Deventer
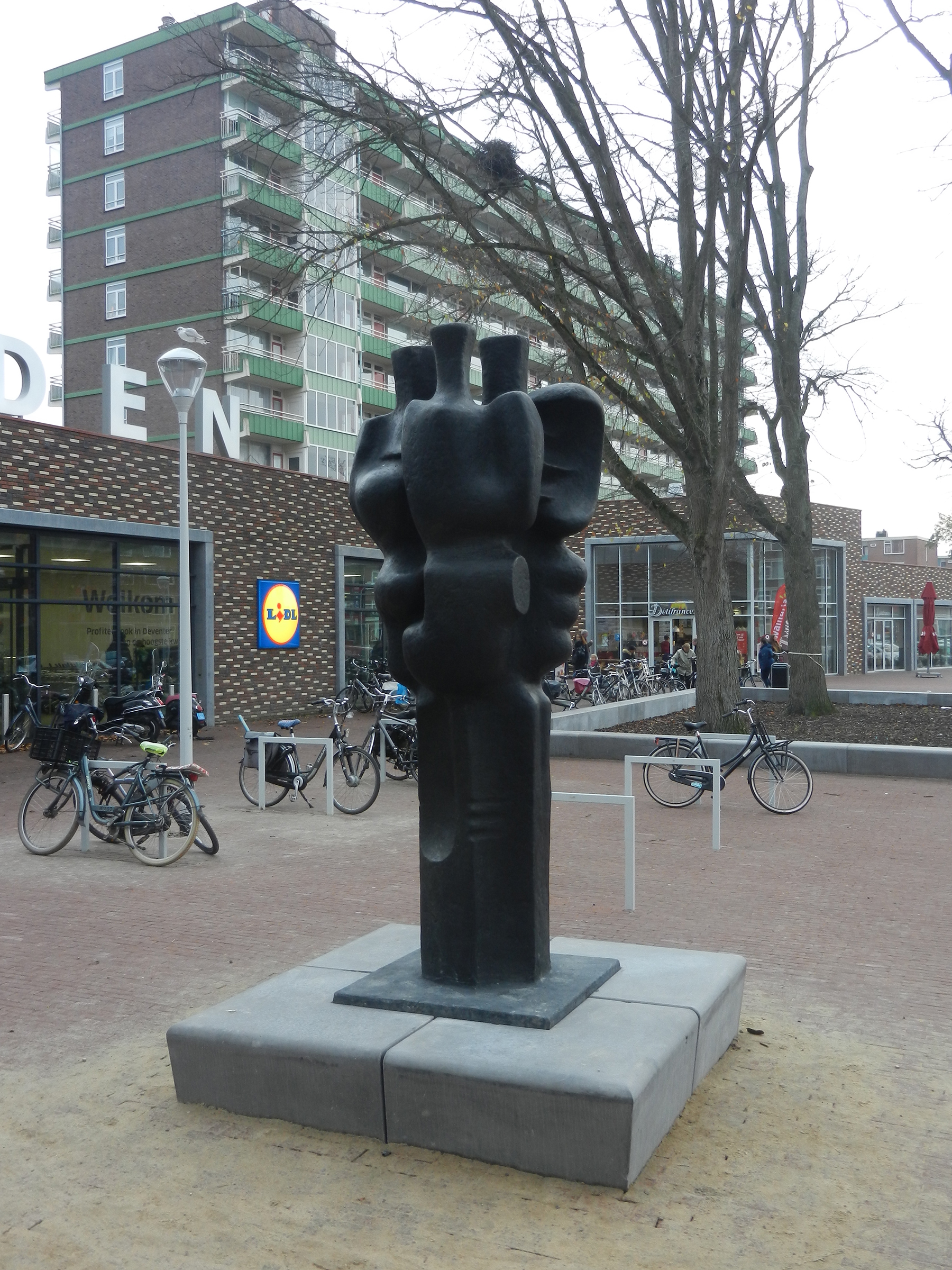
Vrouwen (1968), na herplaatsing in 2018, Deventer
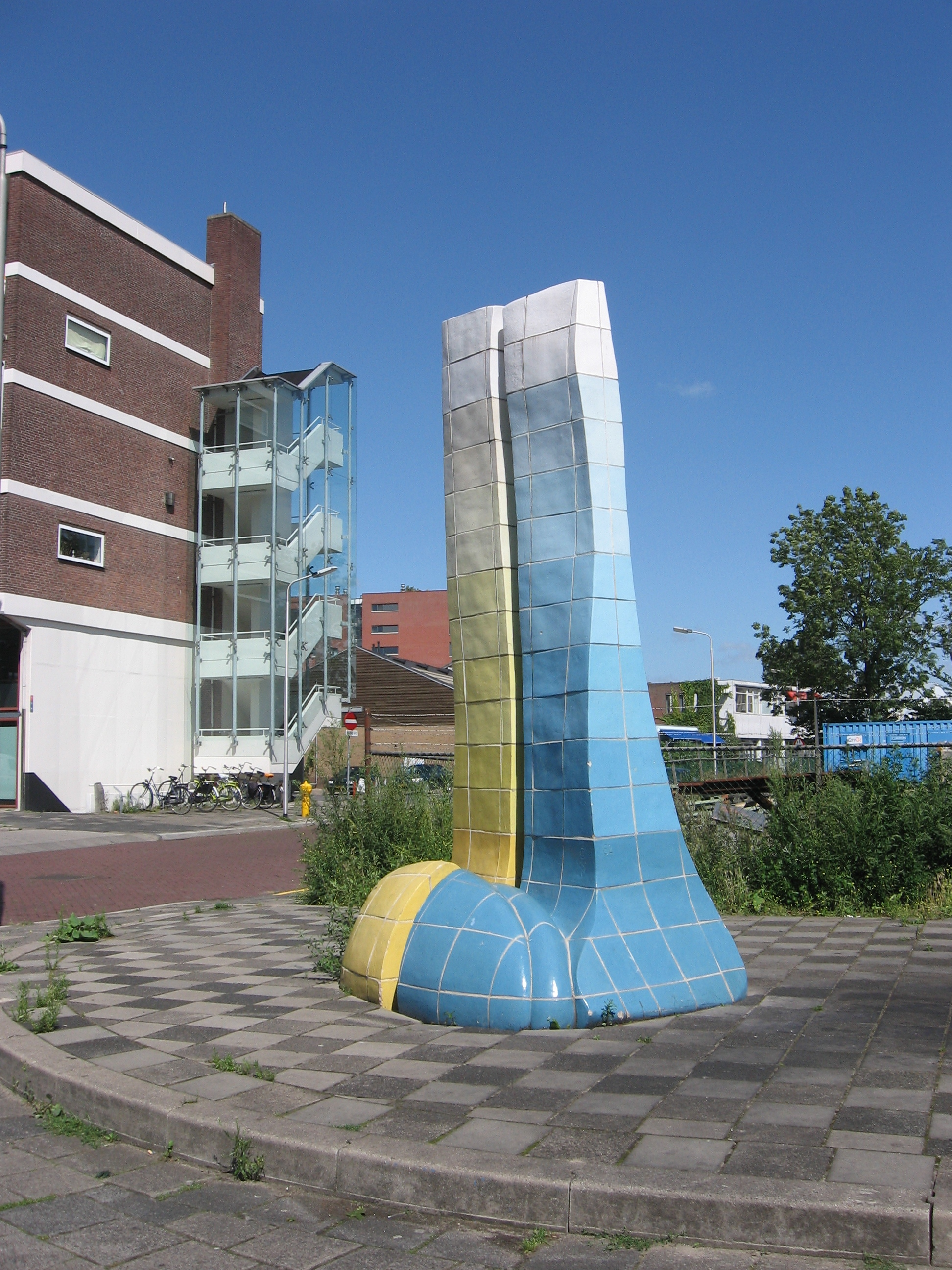
Keramisch object (1983), Delft
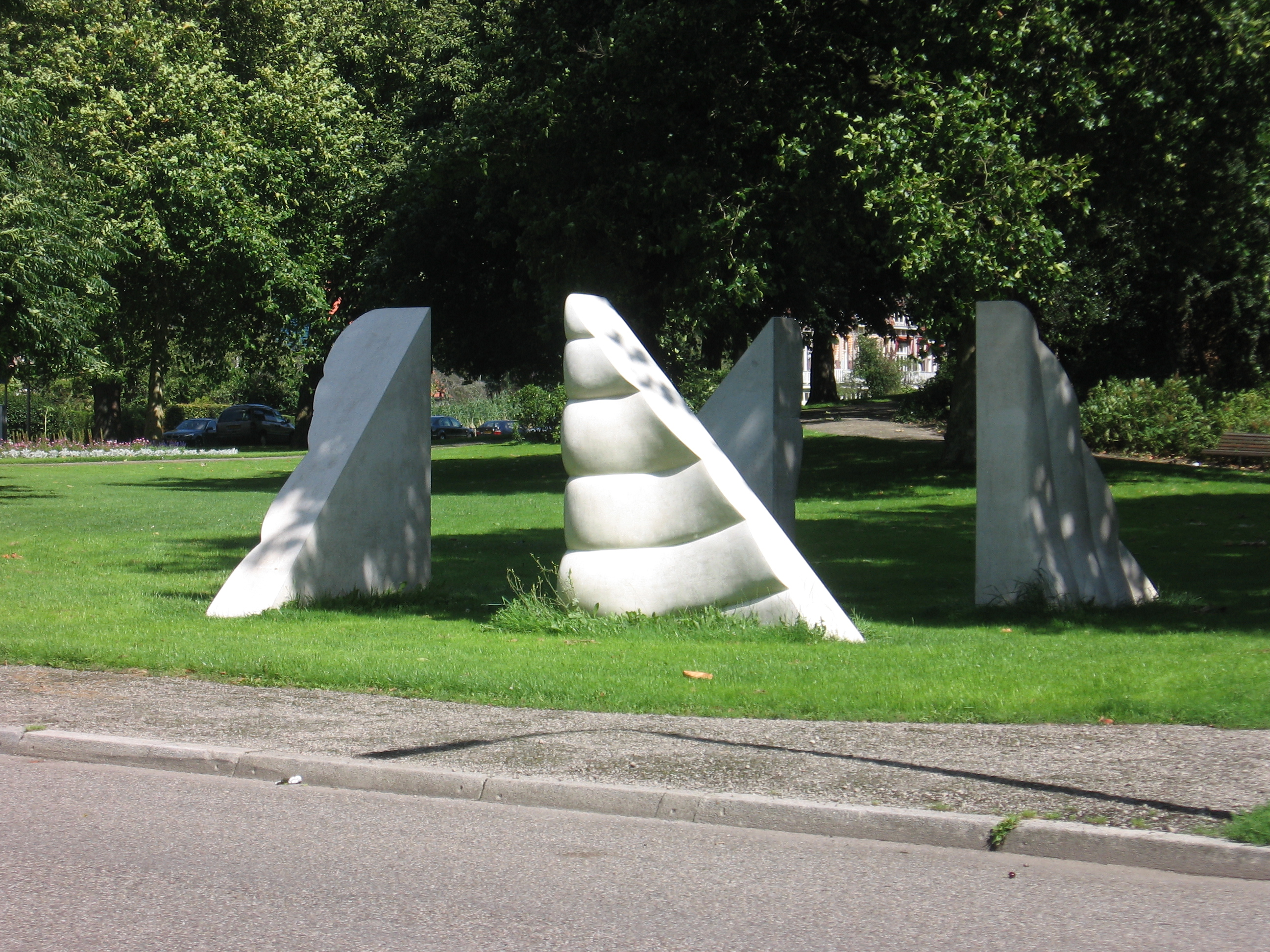
Vier objecten (1983), Delft
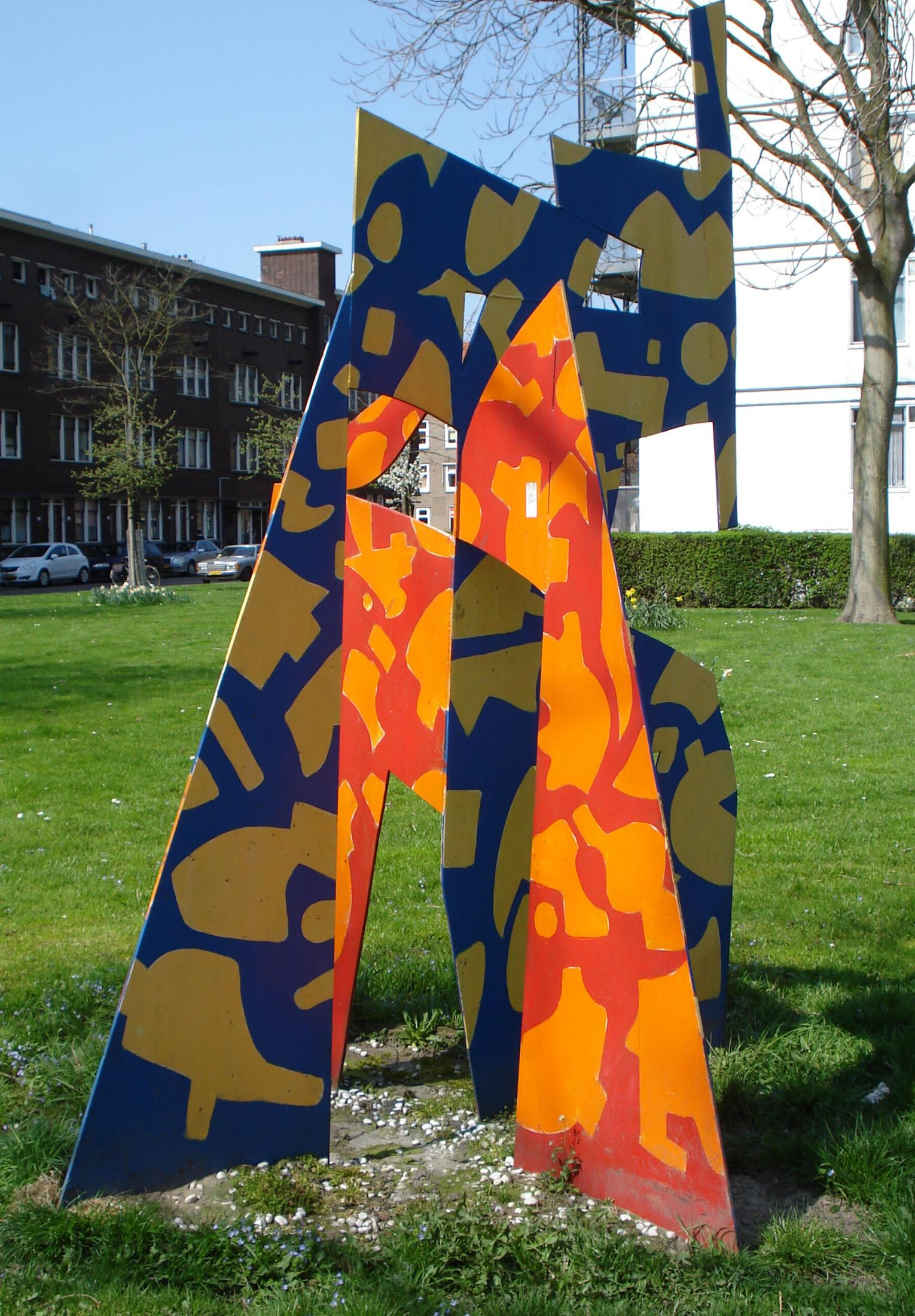
Bergselaan (1988), Rotterdam
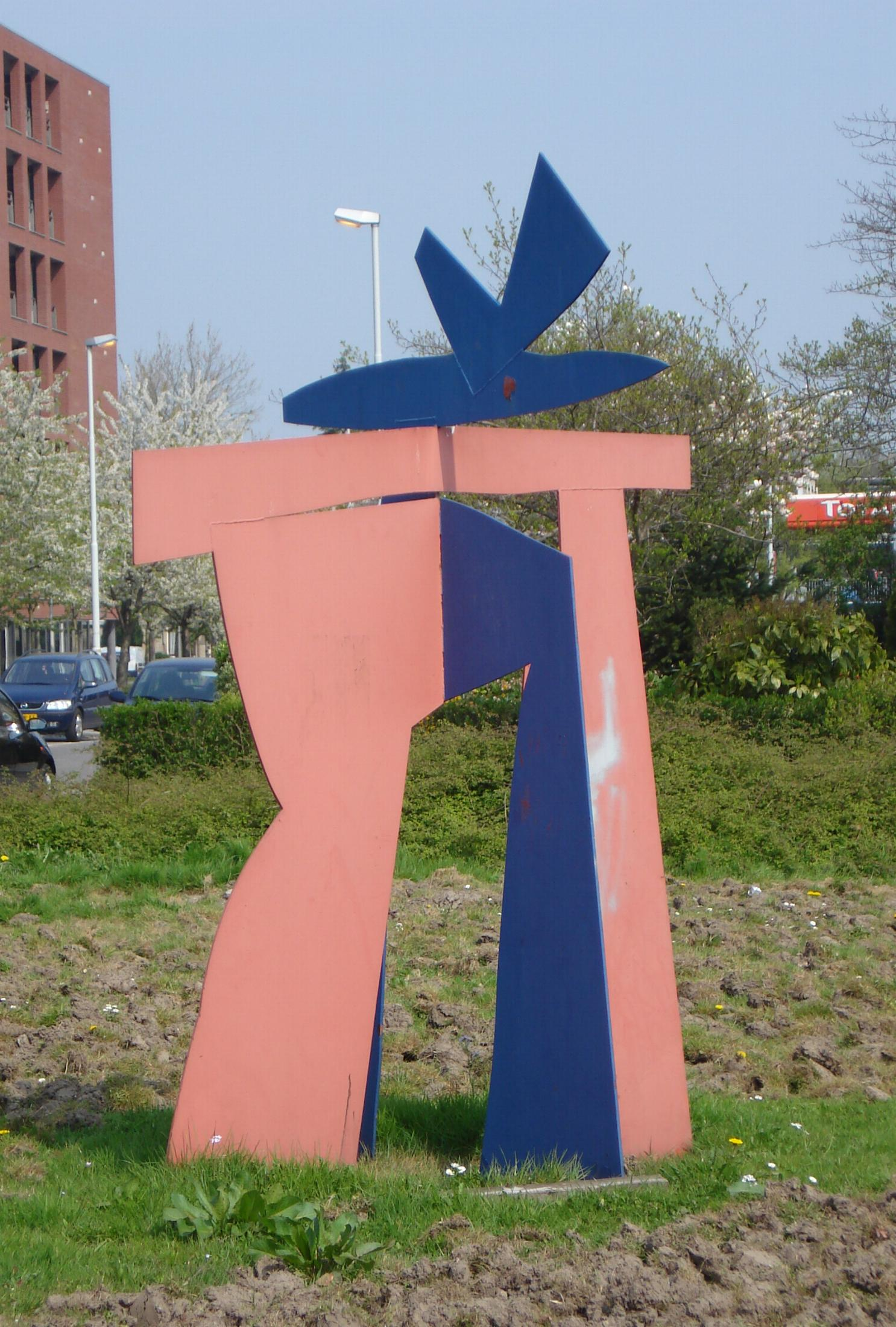
Huniadijk (1988), Rotterdam
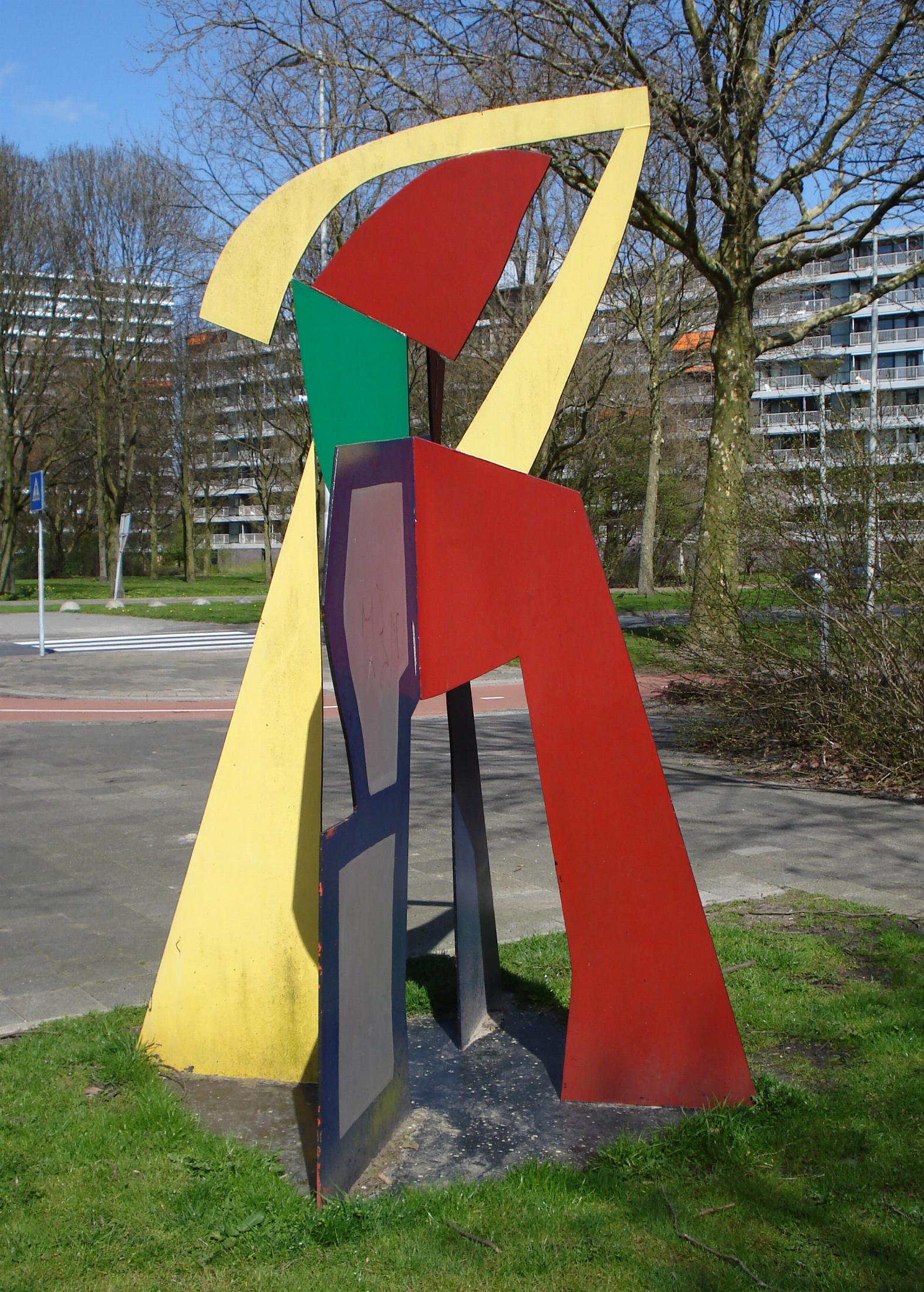
Cymbelkruid (1988), Rotterdam

- Gemeinsame Normdatei: 174305257
- RKD-Nederlands Instituut voor Kunstgeschiedenis: 19798
- Virtual International Authority File: 215410495
- WorldCat: E39PBJg8FWBK7Byvr3XVRR9JjC